# Tianjing
Tianjing (天京), romanizado en ese momento como Tienking, fue el nombre que se le dio a Nankín cuando sirvió como capital del Reino Celestial liderado por el revolucionario Hong Xiuquan de 1853 a 1864, quien también fue el impulsor de la Rebelión Taiping contra la Dinastía Qing.

## Historia
Nankín, fue tomada por los rebeldes Taiping el 19 de marzo de 1853.
El gobierno de Taiping había establecido una organización igualitaria, con una estricta separación entre hombres y mujeres; en ciudades importantes como Wuchang y Nankín (también conocida como Tianjing), esta regla se aplicaba estrictamente: los hombres vivían en sus propios barrios y las mujeres y los niños en otros.
Hombres y mujeres se reagruparon en estos barrios por grupos de 25 (llamados guan), según sus oficios. Había guans reagrupando a albañiles, carpinteros, sastres y hasta cocineros de salsa de soja. También había guans de "servicios públicos" para oficios como médicos, bomberos o empresarios de pompas fúnebres.
Las pequeñas tiendas que vendían carne, pescado o té se mantenían separadas según sus clientes: había una tienda para hombres y otra para mujeres, y la policía de Taiping se aseguraba de que esto se cumpliera. En Tianjing, la gente reaccionó de diferentes maneras: mientras que algunas personas aceptaron la nueva forma, otras se escondieron o huyeron, lo que provocó una escasez de médicos, ya que muchos se fueron de la ciudad.
Tianjing finalmente cayó ante el Ejército de la Dinastía Qing (el ejército Xiang) el 19 de julio de 1864, lo que provocó sangrientos combates callejeros, durante los cuales murieron unos 150.000 rebeldes.